# Suk-Young Jeong
Suk-Young Jeong es un tenista profesional, nacido el 12 de abril de 1993 en la ciudad de Busan, Corea del Sur. Su máximo ranking individual lo consiguió el 20 de mayo de 2013, cuando alcanzó la posición Nº 280 del ranking mundial ATP. En esa misma fecha, también logró su puesto más alto en la modalidad de dobles, alcanzando el puesto Nº 575.
Es entrenado por Jin Soo Lee, es un jugador diestro y usa el revés a dos manos. Su superficie favorita son las pistas duras. Ha ganado hasta el momento un título future en individuales. El 22 de julio de 2012, disputó la final del torneo India F10, obteniendo una victoria ante el jugador local N. Vijay Sundar Prashanth por 6-2, 7-5.
Desde el año 2010 es participante habitual del Equipo de Copa Davis de Corea del Sur. Ha disputado un total de 9 encuentros, ganando en 4 ocasiones y perdiendo en las 5 restantes.
En el año 2013 disputó con gran suceso el challenger Chang-Sat Bangkok Open 2013 de Bangkok, llegando hasta la final tanto en individuales como en dobles. Lo que pudo haber sido su primer título de esta categoría, se quedó en la nada, ya que cayó derrotado en individuales frente al primer favorito del torneo, el esloveno Blaž Kavčič. Y en dobles, también perdió haciendo pareja con su compatriota Ji Sung Nam ante los taiwaneses Ti Chen y Liang-Chi Huang.